# Міжнародний бізнес
Міжнародний бізнес — сфера практичної реалізації міжнародних економічних відносин, здійснення глобальних виробничих, будівельних, торговельних, сервісних програм та іншої діяльності господарськими суб'єктами двох або більше країн з метою взаємовигідної співпраці для отримання економічного прибутку та досягнення міцних позицій на ринку.
Відповідно до Закону України «Про зовнішньоекономічну діяльність» до суб'єктів міжнародного бізнесу належать:
- фізичні особи (громадяни України, іноземні громадяни та особи без громадянства, що мають громадянську дієздатність і правоздатність);
- юридичні особи (що зареєстровані в Україні та мають на її території постійне місцезнаходження);
- об'єднання фізичних, юридичних, фізичних та юридичних осіб (що не є юридичними особами згідно із законами України але мають постійне місцезнаходження на території України);
- структурні одиниці суб'єктів господарської діяльності іноземних держав (дочірні фірми, філії, відділення, представництва);
- спільні підприємства (що мають постійне місцезнаходження в Україні).

Міжнародний бізнес ґрунтується на можливості отримання вигод від переваг міждержавних ділових операцій.